# 台湾ニ施行スヘキ法令ニ関スル法律
台湾ニ施行スヘキ法令ニ関スル法律（たいわんにしこうすべきほうれいにかんするほうりつ、旧字体：臺灣ニ施行スヘキ法令ニ關スル法律）とは、日本統治下にあった台湾に施行すべき法令の制定手続や施行等について定めていた日本の法律である。

## 制定経緯
1895年（明治28年）に調印された下関条約により、日本は清から台湾地域（台湾島、澎湖諸島）の割譲を受けた。しかし、台湾は内地とは慣習を異にする住民から構成されていることもあり、それまで日本に施行されていた法律を台湾にもその効力を及ぼすことの妥当性が問題になった。また、台湾統治の方針を確定させるためには慣習調査も必要であり、台湾の実情を踏まえた法律を整備することには、時間を費やすことが予想された。
以上のような問題があるため、当初は統治の方針が確定するまでの時限立法の形式で、後には内地の法律の効力を台湾にも及ぼす方針で（内地延長主義）、冒頭の名称の法律が制定された。
なお、同名の法律（正式な題名が付されていないため、公布文を要約した件名）は、後述のとおり3回制定されている。

## 明治29年法律第63号（六三法）

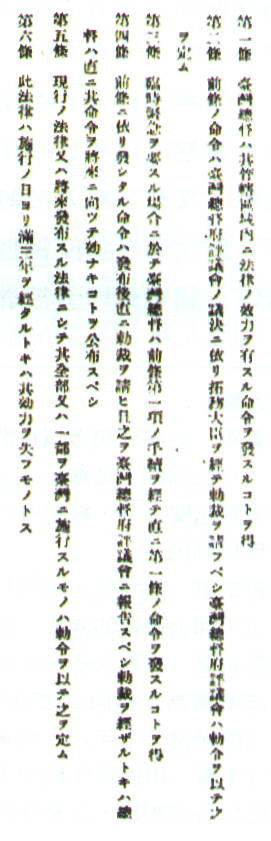
明治29年法律第63号

### 概要
まず、最初に制定されたのが、1896年（明治29年）3月31日に公布され、4月19日から施行された明治29年法律第63号であり、法律番号から六三法との通称がある。
この法律では、台湾総督府の長である台湾総督に対し、台湾における法律の効力を有する命令（律令）を発布する権限が与えられた（1条）。つまり、台湾総督に対して台湾内における立法権を限定なしで委任したものである。手続としては、台湾総督府評議会の議決を取り、拓殖務大臣を経て天皇の直裁を得る必要があったが（2条1項）、緊急の場合はその手続を経ずに律令を発布をし、事後的に勅裁を経ることも可能だった（3条、4条）。

### 有効期限
当初は施行の日から3年間の時限立法（6条）であった。その後次のように延長された。
明治二十九年法律第六十三号中改正法律（明治32年2月8日法律第7号）－1902年（明治35年）年3月31日まで延長
明治二十九年法律第六十三号中改正法律（明治35年3月12日法律第20号））－1905年（明治38年）年3月31日まで延長
これらは、明治29年法律第63号を改正して有効期限を延長したが、1905年（明治38年）年3月31日の期限の到来の際は、明治二十九年法律第六十三号ノ有効期間ニ関スル法律（明治38年3月8日法律第42号）を制定して、明治29年法律第63号は同法第6条の期限後に於ても、平和克服の翌年末まで有効とした。日露戦争の講和条約が1905年（明治38年）11月25日に発効したことで、台湾ニ施行スヘキ法令ニ関スル法律の効力は、1906年（明治39年）12月31日までと確定した。

### 抱えていた問題点
しかし、六三法には立法権を包括的に委任したことに伴う問題点を抱えているという批判が出された（六三問題）。
まず、六三法の立案過程でも問題とされたが、前提としてそもそも大日本帝国憲法の効力が台湾にも及ぶかが問題とされた。具体的には、憲法が施行された後に取得した領土に対して当該憲法の効力を及ぼすためには、別途手続が必要になるのかが問題となる（実際には特段の手続はされなかった）。仮に手続を経なければ効力は及ばないとすると、天皇は憲法の制約なく台湾を統治することが可能になる。当時の政府は、帝国議会において、日本の領土である以上台湾にも憲法の効力が及ぶと答弁していたが、法学者の間では、及ばないとする見解もあれば規定によって区別されるとの見解も存在していた。
次に、当時の政府の答弁のとおり憲法の効力が台湾に及ぶと解すると、行政庁たる台湾総督に対して立法権を包括的に委任したことが憲法に反するのではないかが問題となった。具体的には、大日本帝国憲法5条は「天皇ハ帝国議会ノ協賛ヲ以テ立法権ヲ行フ」と規定し、憲法上は立法権の行使に帝国議会の関与を必要としていたこととの関係で疑義が生じ、六三法の期限を延長する度に帝国議会で問題とされた。
また、六三法は、台湾にも施行される法律が帝国議会の協賛により制定されることを排除していたわけではなかった（5条はそのことを前提に台湾に施行すべき法律は勅令で決める旨規定していた）。実際、国家予算や官吏にかかわる事項等については台湾総督による律令ではなく法律または勅令により立法をしていた。しかし、六三法の規定上は立法権が分属していたため、台湾内において法律と律令の内容が抵触した場合にどちらが優先するかという問題を引き起こした。
六三法の違憲性を強く論じていた法学者の穂積八束は、1905年（明治38年）2月に発表した論文「台湾総督ノ命令権ニ付キテ」において「台湾ニ怪物アリ。法律ニ非ズ、又命令ニ非ズ、律令ト称シテ白昼公行ス。明治ノ昭代、一ノ源三位ナキカ。嗚呼、源三位ナキカ。」と批判している。

## 明治39年法律第31号（三一法）

### 概要
以上のように、六三法には立法権の抵触という問題があったため、そのような技術的な問題を解決する等の目的で、六三法に代わり1906年（明治39年）3月に明治39年法律第31号、通称三一法が制定され、翌年1月1日に施行された。
三一法においては、台湾において法律を要する事項につき台湾総督が発する律令により規定する方針（1条）は維持された（ただし、台湾総督府評議会は廃止）が、台湾に施行した法律および特に台湾に施行する目的で制定した法律および勅令に違背することができない旨の規定（5条）を設けることにより、立法の抵触を回避することにした。
ただし、六三法で問題とされていた憲法上の問題は引きずったままである。

### 有効期限
当初は施行の日から1911年（明治44年）12月31日まで5年間の時限立法（附則）であった。その後次のように延長された。
明治三十九年法律第三十一号中改正法律（明治44年3月30日法律第50号）－1916年（大正5年）12月31日まで延長
明治三十九年法律第三十一号中改正法律（大正5年3月18日法律第28号）－1921年（大正10年）12月31日まで延長

## 大正10年法律第3号（法三号）

### 概要
六三法と三一法はどちらも時限立法であったが、三一法に代わるものとして1921年（大正10年）3月に制定され翌1922年（大正11年）1月1日から施行された大正10年法律第3号（法三号）は、それまでの法律と異なり有効期間は限定されておらず、日本が第二次世界大戦に敗戦し台湾に対する権限を失うまで効力が存続することになる。廃止手続はされていないので、日本がポツダム宣言を受諾し台湾への実効支配が終了したことにより実効性喪失したという見解と、1952年（昭和27年）4月28日 の 日本国との平和条約（昭和27年条約第5号）発効により失効という見解があるが、国立国会図書館の日本法令索引に従い、実効性喪失とする。
法三号では、六三法や三一法で採られていた方針とは異なり、内地の法律の全部または一部を台湾に施行する必要があるものについて、勅令で定めることにより台湾に施行することを原則とする（1条1項、内地延長主義）とともに、法律を台湾に施行するに際し特例を設ける必要がある場合は、勅令で別段の規定を置く方針を採った（1条2項）。
台湾総督の律令という形式による立法権も排除されていなかったが、法律を必要とする事項について施行すべき法律がないものまたは法律を台湾に施行する方法によることが困難なものに関し、台湾特殊の事情により必要がある場合に限り律令を制定することができることにして（2条）、律令制定権を制限した。法三号が施行された結果、内地に施行されていた法律は次々と台湾にも施行されるようになり、台湾総督による律令制定権はほとんど行使されなくなる（これに対し、朝鮮の場合は、最後まで朝鮮総督による制令制定による立法が原則であった）。
台湾総督の立法権は大幅に制限されたものの、全面的に権限がなくなったわけではないので、憲法上の問題は引きずったままであった。